# John Symmes
John Cleves Symmes Jr. (5 novembre 1780 - 28 mai 1829) était un officier de l'armée américaine avec le grade de capitaine, commerçant et conférencier. Symmes est surtout connu pour sa variante de 1818 de la théorie de la Terre creuse, qui a introduit le concept d'ouvertures vers le monde intérieur aux pôles.

## Biographie
John Cleves Symmes Jr. est né dans le comté de Sussex, New Jersey, fils de Thomas et Mercy (née Harker) Symmes. Il doit son nom à son oncle John Cleves Symmes, délégué au Congrès continental, colonel de la guerre d'indépendance, juge en chef du New Jersey, beau-père du président américain William Henry Harrison et pionnier de la colonisation et du développement du Territoire du Nord-Ouest. Bien que le juge Symmes n'ait pas eu d'enfants mâles, le jeune John Cleves Symmes était souvent désigné par son grade militaire ultérieur, ou par le suffixe « Jr. », afin de le distinguer de son oncle,. Symmes « reçut une bonne éducation anglaise commune » et, le 26 mars 1802, à l'âge de vingt-deux ans, obtint une commission d'enseigne dans l'armée américaine (avec l'aide de son oncle).

## Dans la culture populaire
- Le Peuple de l'enfer, discute de ces théories.